# Église Notre-Dame-de-la-Visitation de Blonville-sur-Mer
Pour les articles homonymes, voir Église Notre-Dame-de-la-Visitation.
L'église Notre-Dame-de-la-Visitation est située à Blonville-sur-Mer, dans le Calvados, en Basse-Normandie. Elle fait partie du diocèse de Bayeux et Lisieux.

## Histoire

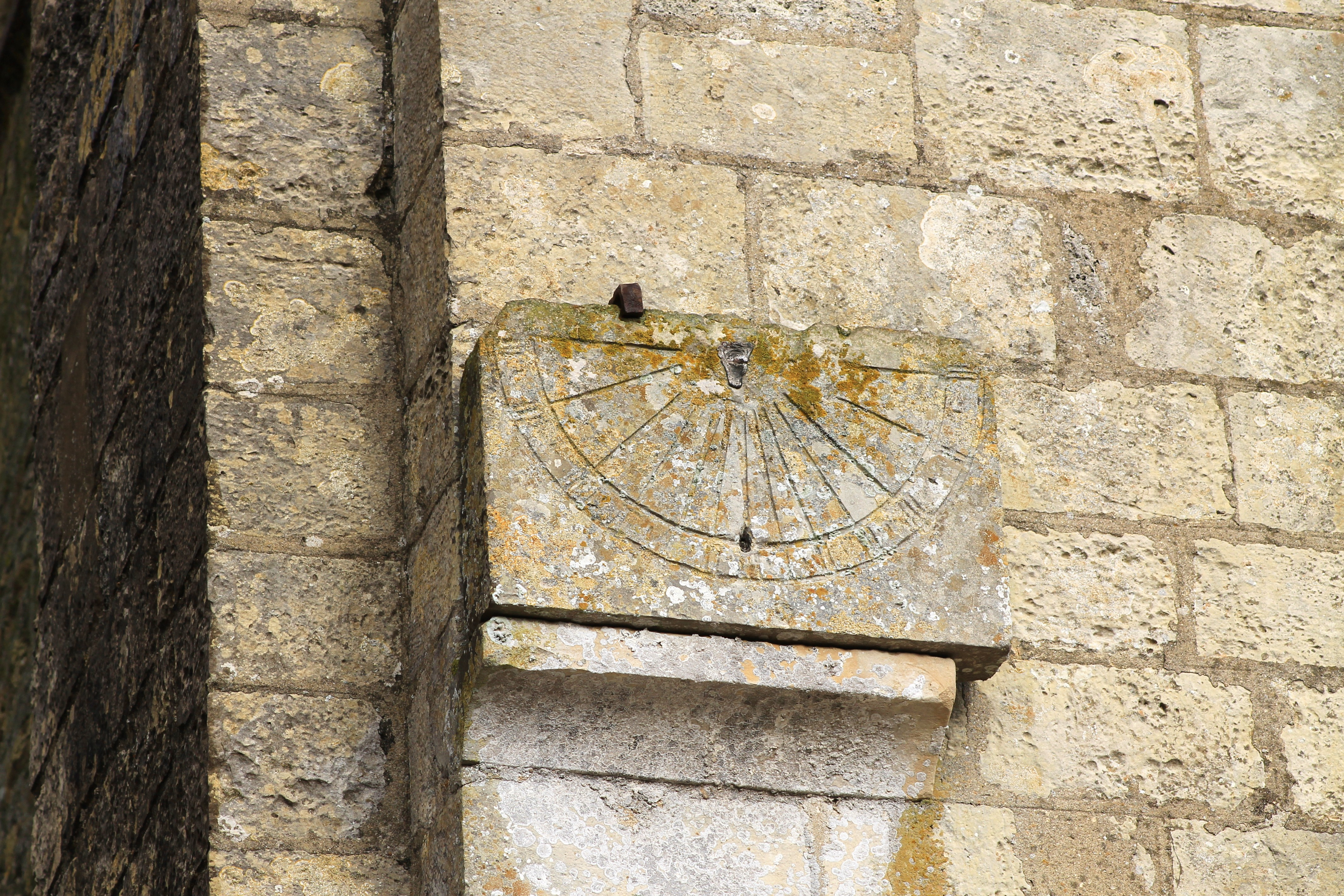
Cadran solaire.

L'église actuelle apparait comme étant bâtie sur les bases d'une précédente église plus primitive.
Le clocher date du XIe siècle, complété par un chœur au XIIIe siècle. La nef quant à elle n'a été édifiée qu'au XVe siècle. Un petit cadran solaire ayant perdu son gnomon est situé sur un contrefort du clocher.
Le cimetière de la commune est situé tout autour de l'édifice religieux.
L'église se situe dans la partie ancienne de Blonville appelée Blonville-Terre à 3 km du centre ville actuel, en bord de mer. 
Ainsi, face à l'urbanisation du littoral observée depuis la fin du XIXe siècle, l'église s'est trouvée être trop loin pour une majorité de Blonvillais. Une chapelle beaucoup plus grande a donc été bâtie dans les années 1950 en centre-ville, rue Pasteur.
Aujourd'hui, l'église Notre-Dame-de-la-Visitation est uniquement ouverte à l'occasion d'inhumations, de mariages ou de baptêmes, mais aussi pour la messe des Rameaux et de la Toussaint.
En outre, une association propose la visite de l'église, notamment le dimanche après-midi durant l'été et le week-end des Journées du Patrimoine.
Les vantaux de l'église sont classés à titre d'objets aux Monuments historiques.